# Erwin Speckter

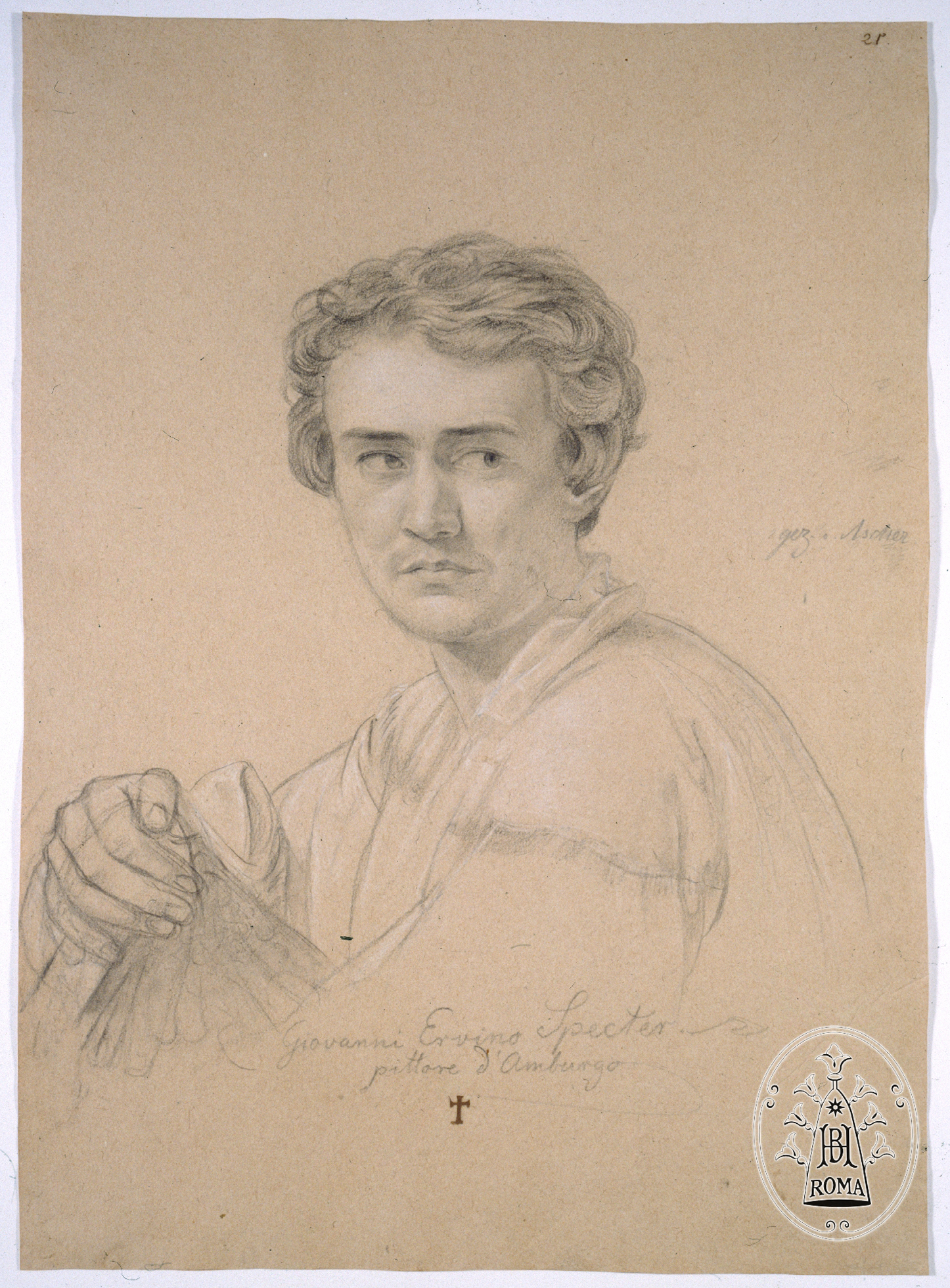
Erwin Speckter, gezeichnet von Louis Asher, Rom um 1834

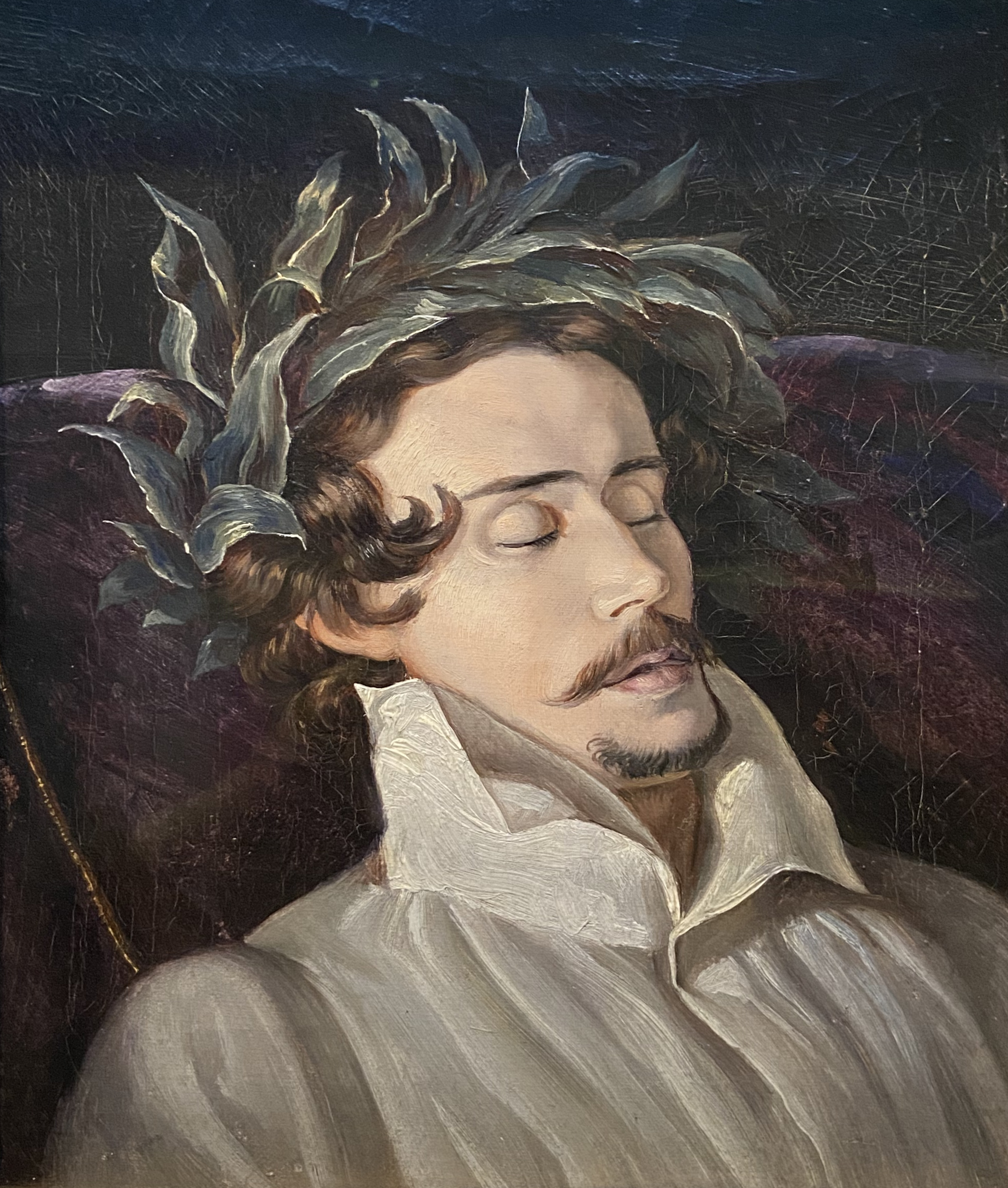
Louis Asher: Der Maler Erwin Speckter auf dem Totenbett (1835)

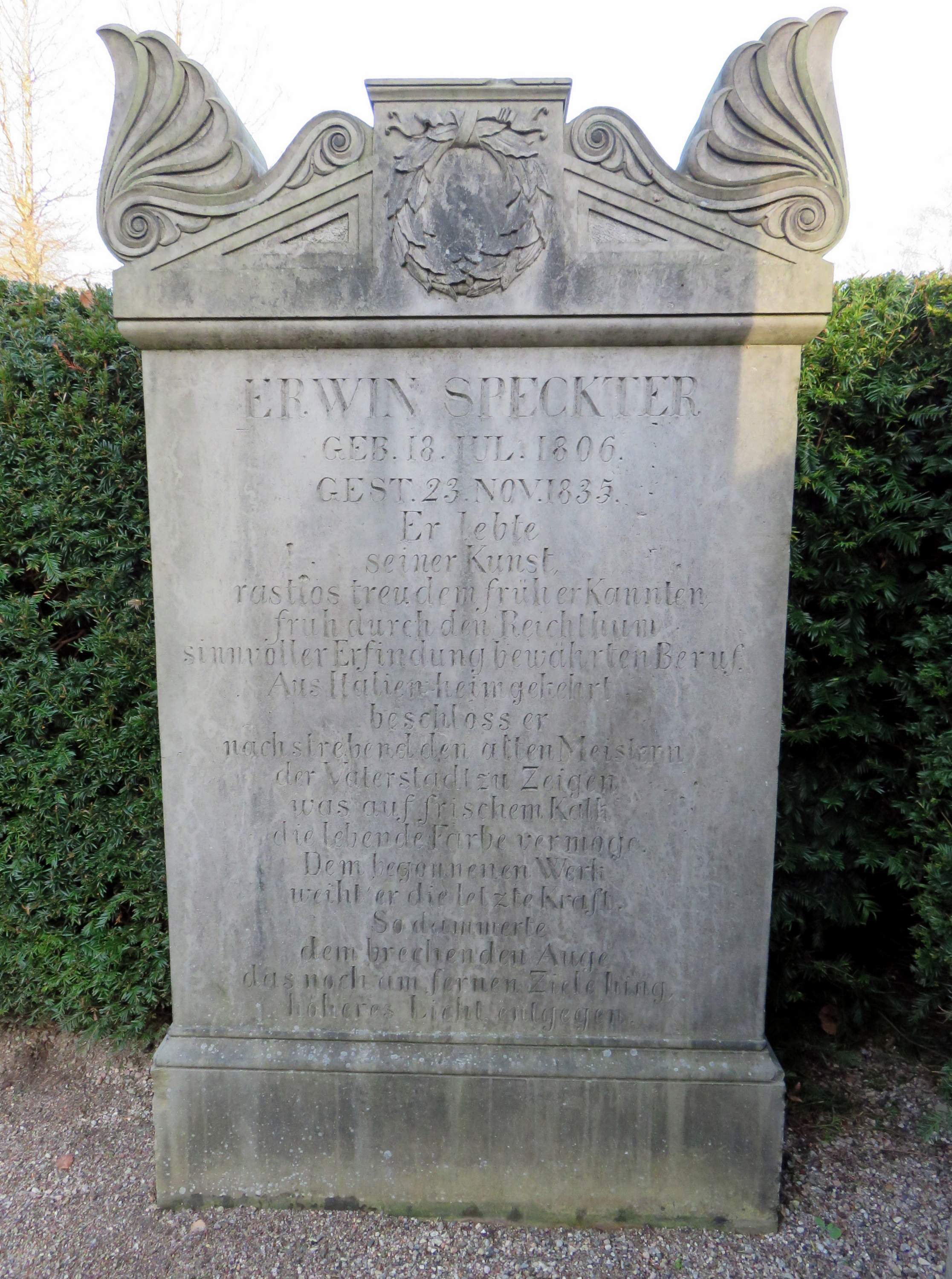
Grabmal Freilichtmuseum Heckengarten auf dem Friedhof Ohlsdorf

Erwin Speckter (* 18. Juli 1806 in Hamburg; † 23. November 1835 ebenda) war ein deutscher Maler der Hamburger Schule.

## Leben
Erwin Speckter und sein Bruder Otto Speckter waren Söhne des Hamburger Lithografen Johannes Michael Speckter. Angeregt durch Baron Carl Friedrich von Rumohr wanderten die Brüder und deren Freund Julius Milde Im Juni 1828 durch Ostholstein nach Schleswig, um den Bordesholmer Altar in Augenschein zu nehmen. Seit 1825 studierte er in München bei Peter von Cornelius und widmete sich seit 1830 in Italien vorzugsweise der religiösen Malerei. Doch malte er auch Landschaften mit Staffage und Architekturen und hinterließ eine bedeutende Anzahl von Zeichnungen.
Aus seinem Nachlass erschienen die „Briefe eines deutschen Künstlers aus Italien“ (2 Bände, Leipzig 1846).
Im Grabmal-Freilichtmuseum Heckengarten auf dem Hamburger Friedhof Ohlsdorf befindet sich das Grabmal Erwin Speckters, darüber hinaus wird im Bereich des Ohlsdorfer Althamburgischen Gedächtnisfriedhofs auf dem Sammelgrabmal „Maler“ an ihn und andere Hamburger Maler erinnert.

## Werke
- Die Schwestern des Künstlers
- Jakob und Rahel
- Christi Einzug in Jerusalem (nach Overbeck)

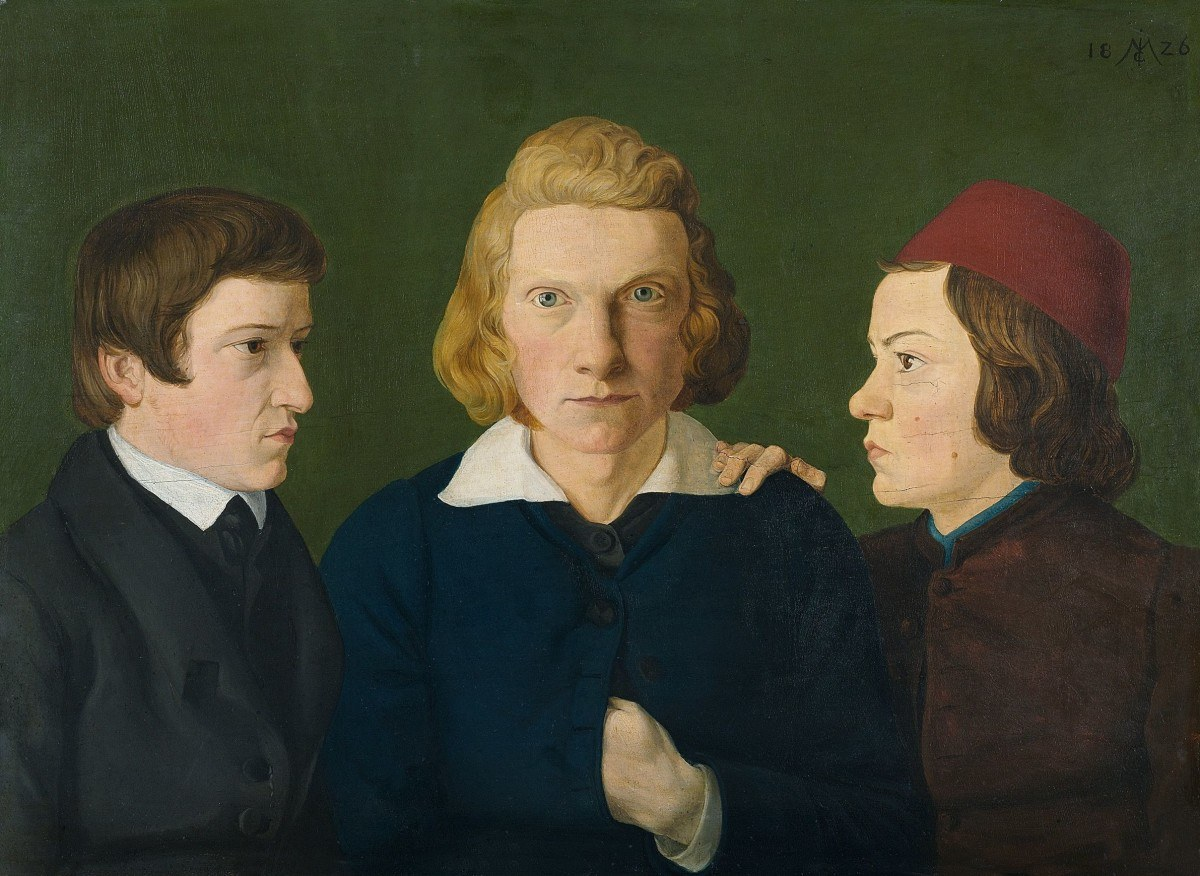
Erwin Speckter (rechts) mit den Malern Carl Julius Milde (Mitte) und Julius Oldach
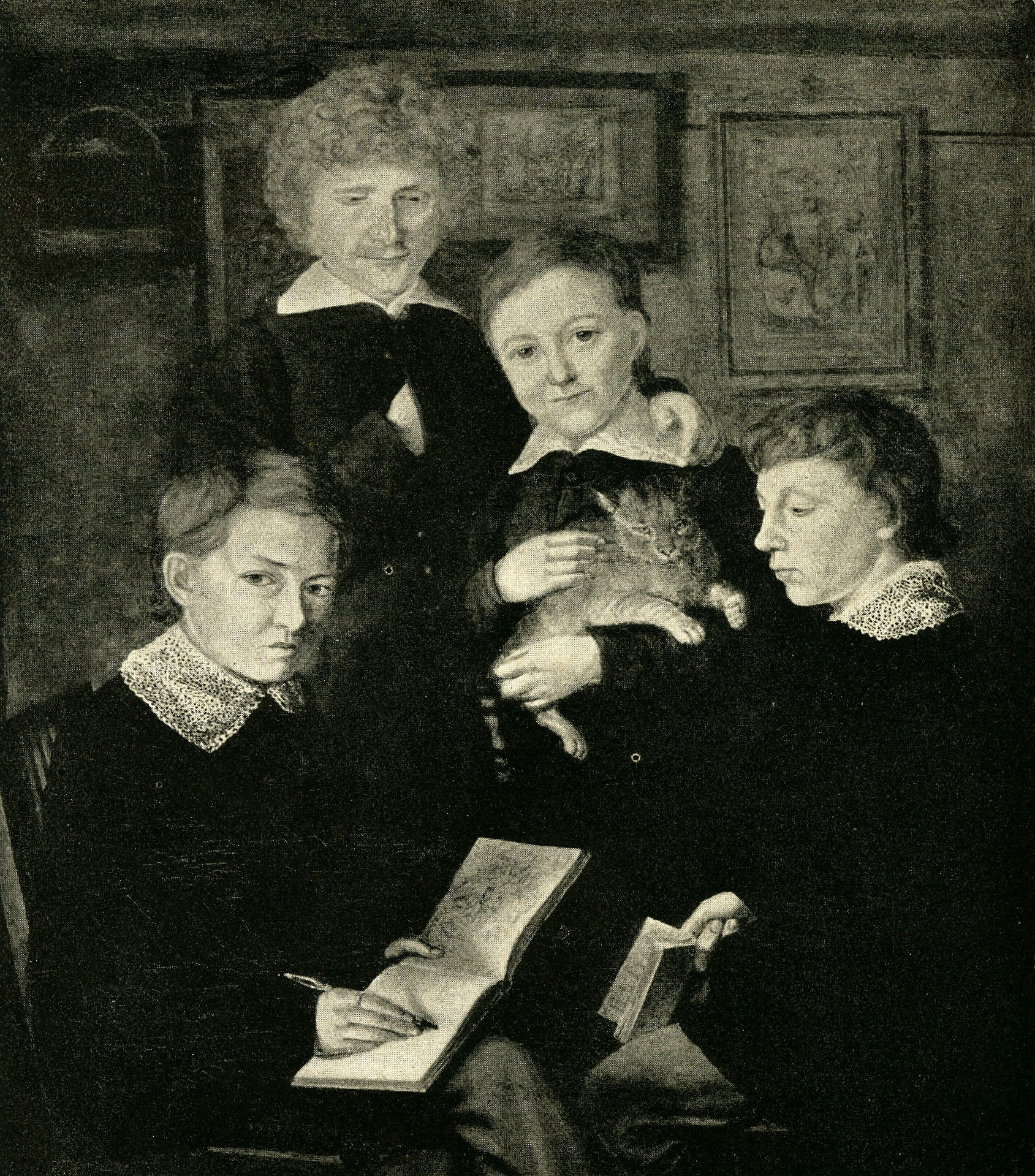
Erwin Speckter: Der Künstler und seine Freunde; von links nach rechts: Erwin Speckter, Carl Julius Milde, Otto Speckter, Friedrich Nehrlich (Nerly)
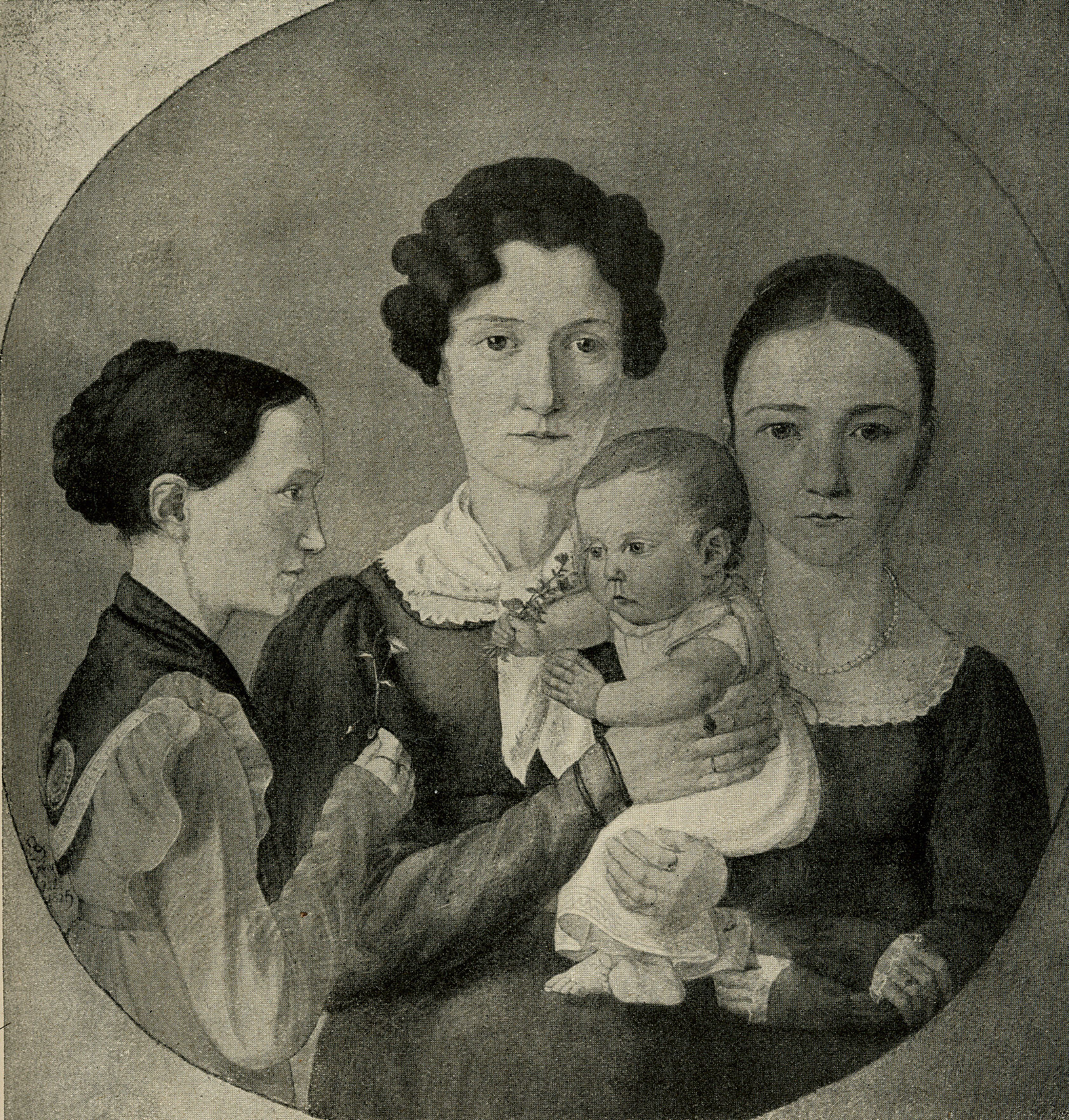
Erwin Speckter: Die Schwestern des Künstlers (1825)

## Ausstellungen (Auswahl)
- 2019: Hamburger Schule – Das 19. Jahrhundert neu entdeckt (12. April bis 14. Juli), Hamburger Kunsthalle